# Việt Nam trong Chiến tranh thế giới thứ nhất

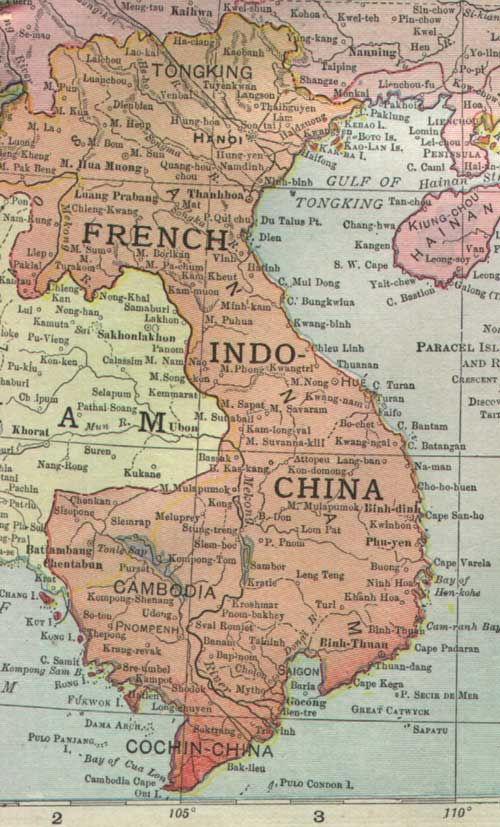
Đông Dương thuộc Pháp năm 1913

Việt Nam trong Chiến tranh thế giới thứ nhất là một giai đoạn ngắn trong lịch sử Việt Nam bắt đầu từ khi Chiến tranh thế giới thứ nhất bùng nổ năm 1914 đến khi cuộc chiến này kết thúc vào năm 1918. Đối với phong trào giải phóng dân tộc tại Việt Nam, cuộc chiến này đánh dấu sự xuất hiện của một thế hệ những nhà lãnh đạo cách mạng Việt Nam với những tên tuổi nổi bật như Phan Văn Trường, Nguyễn Ái Quốc... Thế hệ này là gạch nối giữa những nhà yêu nước Việt Nam tiền bối như Phan Bội Châu, Phan Châu Trinh và những nhà hoạt động chính trị hiện đại xuất hiện trong thập niên 1920.
Trong khi cố gắng khai thác tài nguyên thiên nhiên và nhân lực của Đông Dương để phục vụ cho Chiến tranh thế giới thứ nhất, Pháp dùng vũ lực trấn áp tất cả hoạt động chính trị đòi độc lập ở Việt Nam. Việt Nam là một trong những thuộc địa có đóng góp nhiều nhất về nhân lực, vật lực và tài lực cho Đế quốc Pháp. Rất nhiều lính người Việt bị Pháp bắt tham chiến trong Chiến tranh thế giới thứ nhất ở châu Âu. Có thể món ăn phở xuất hiện khoảng năm 1910-1912, ngay trước khi những người di cư bị bắt ép đầu tiên từ Việt Nam đặt chân đến Pháp để giúp "mẫu quốc" đẩy lùi sự xâm lược của Đức trong chiến tranh.
Sự tham chiến của Pháp khiến hàng chục ngàn người Việt Nam bị cưỡng bức chiến đấu và lao dịch ở châu Âu, dẫn đến nhiều cuộc nổi loạn khắp cả Bắc Kỳ, Trung Kỳ và Nam Kỳ. Có đến 48.922 lính chiến và 48.981 lính thợ người Việt bị cưỡng chế khỏi những làng mạc và bị đưa sang châu Âu chiến đấu cho Pháp trong chiến tranh. Trong đó, 92.411 người tham chiến ở châu Âu, 5.492 người bị Pháp đưa sang vùng Viễn Đông Nga để hợp với liên quân 14 nước tấn công nước Nga Xô Viết. Họ bị chính quyền Đông Dương cưỡng ép nhập ngũ, và hàng ngàn đã tử trận trong trận Somme (1916), gần bờ biển Bỉ và rất nhiều nữa hy sinh ở chiến trường Trung Đông đẫm máu. Tính đến tháng 7-1919, chỉ có 11.518 người từ chiến trường châu Âu trở về, số còn lại đã chết, mất tích hoặc không hồi hương nữa. Nguyễn Ái Quốc gọi đó là "thuế máu" mà người Việt phải trả cho thực dân Pháp.
Ngoài ra, Việt Nam còn phải đóng góp tới 184 triệu đồng bạc Franc dưới hình thức vay nợ (thời đó, khoản tiền 184 triệu Franc là khoản tiền khổng lồ) và 336.000 tấn lương thực, thực phẩm, nông lâm sản các loại như: cao su, đậu tây, gỗ, lúa, ngô, thịt, trứng,... Những gánh nặng kinh tế này đè nặng lên vai người Việt khiến cho người Việt Nam bất mãn. Thêm nữa, nền nông nghiệp Việt Nam còn đang gặp khó khăn bởi thiên tai, dịch bệnh từ 1914 đến 1917. Hơn 30.000 người Việt Nam đã chết trong cuộc chiến và 60.000 bị thương. Người dân Việt Nam còn bị buộc phải chịu thêm nhiều sưu cao thuế nặng để tài trợ chiến tranh cho Pháp.
Trải qua những sự tiếp xúc với người châu Âu, vài người đã có nhận thức chính trị về sự tự trị của quốc gia và đấu tranh cách mạng. Do thiếu mất một tổ chức thống nhất toàn quốc, hoạt động đấu tranh vì độc lập dân tộc tại Việt Nam dù mãnh liệt nhưng vẫn thất bại và không tận dụng được lợi thế khi Pháp đang gặp khó khăn do chiến tranh để thực hiện bất kỳ cuộc nổi dậy đáng chú ý nào. Hoạt động của những người có học thức không mang lại kết quả trong khi những lực lượng xã hội mới vẫn chưa đủ mạnh để thúc đẩy những cuộc đấu tranh quy mô lớn.
Nhiều cuộc nổi loạn chống thực dân bộc phát tại Việt Nam nhưng bị triều đình nhà Nguyễn dập tắt nhờ vào sự hỗ trợ của Pháp. Năm 1916, vua Duy Tân xuất cung tham gia cuộc nổi dậy do Thái Phiên và Trần Cao Vân tổ chức. Người Pháp được mật báo kế hoạch nổi dậy nên đã bắt giam và xử chém những người lãnh đạo cuộc nổi dậy. Vua Duy Tân bị truất ngôi và bị đày ra đảo Réunion ở Ấn Độ Dương. Một trong những cuộc nổi dậy hữu hiệu nhất năm 1916 là cuộc khởi nghĩa Thái Nguyên ở miền Bắc. Khoảng 300 binh lính người Việt đã nổi dậy, phóng thích và cấp súng ống cho 200 tù binh chính trị cùng vài trăm dân địa phương. Nghĩa quân đánh chiếm và làm chủ Thái Nguyên trong nhiều ngày liền, với hy vọng được tiếp viện bởi Trung Quốc Quốc Dân Đảng. Khi không ai đến giúp họ, Pháp đã đánh chiếm lại Thái Nguyên và truy bắt hầu hết các nghĩa quân.